# Pucará (canton)
Pucará est un canton d'Équateur situé dans la province d'Azuay.